# Manfred Jungwirth
Manfred Jungwirth (ur. 4 czerwca 1919 w St. Pölten, zm. 23 października 1999 w Pasawie) – austriacki śpiewak operowy, bas.

## Życiorys
Jako chłopiec był chórzystą przy katedrze w St. Pölten, uczył się też gry na różnych instrumentach. Uczył się śpiewu w Wiedniu, Bukareszcie, Monachium i Berlinie. W 1937 roku podjął studia medyczne na Uniwersytecie Wiedeńskim, których jednak nie ukończył. W 1940 roku złożył państwowy egzamin ze śpiewu, gry na fortepianie i dyrygentury. W czasie II wojny światowej wcielony do Wehrmachtu, stacjonował w latach 1941–1945 w Bułgarii i Rumunii. Jeszcze w czasie wojny zadebiutował w 1942 roku w operze w Bukareszcie jako Mefistofeles w Fauście Charles’a Gounoda.
W latach 1945–1947 był członkiem zespołu opery w Innsbrucku. W 1948 roku uzyskał doktorat z muzykologii, w tym samym roku wygrał międzynarodowy konkurs wokalny w Genewie i otrzymał angaż do opery w Zurychu. Gościnnie występował w Berlinie, Hamburgu, Paryżu i Londynie. W latach 1960–1967 śpiewał w operze we Frankfurcie nad Menem, następnie od 1967 roku występował w Operze Wiedeńskiej.
Jego popisową rolą był Baron Ochs w Kawalerze srebrnej róży Richarda Straussa.